# Geschichte des japanischen Rechts
Die Geschichte des japanischen Rechts kennt schon frühe Rechtskodifikationen. Bereits im 7. Jahrhundert wurde das auf dem Konfuzianismus und des Legalismus beruhende Ritsuryō kodifiziert. Seit 1870 orientierte sich Japan zunehmend an westlichen Rechtssystemen.

## Vormodernes Recht
Das vormoderne Recht war stark geprägt vom chinesischen System, das auf philosophischen Überlegungen des Konfuzianismus und des Legalismus beruhte. Dieses frühe japanische Recht wurde im 7. Jahrhundert im Ritsuryō kodifiziert. Im Ritsuryō (律令) kam es zu einer großen Rezeption des chinesischen Rechts der Tang-Dynastie. Umfangreich wurden darin die Staatsverwaltung, das Steuerwesen und die Militärorganisation geregelt. Zudem enthält das Ritsuryō einen Katalog an Strafbestimmungen.

## Meiji-Zeit (1868–1912)
Umgestaltung von Staat und Gesellschaft
Mit der Meiji-Restauration änderten sich Staatsaufbau und Gesellschaftsstruktur. Die politischen Vorstellungen von Itagaki Taisuke führten zum Parlamentarismus und zu den ersten Parteigründungen Japans bzw. Ostasiens (1874 Aikoku Kōtō 愛国公党 Öffentliche Partei der Patrioten, 1875 Aikokusha 愛国社 Patriotische Gesellschaft, 1881 Jiyūtō 自由党 Liberale Partei und 1889 Daidō Kurabu 大同倶楽部 Club der Großen Harmonie).
Rezeption des westlichen Rechts

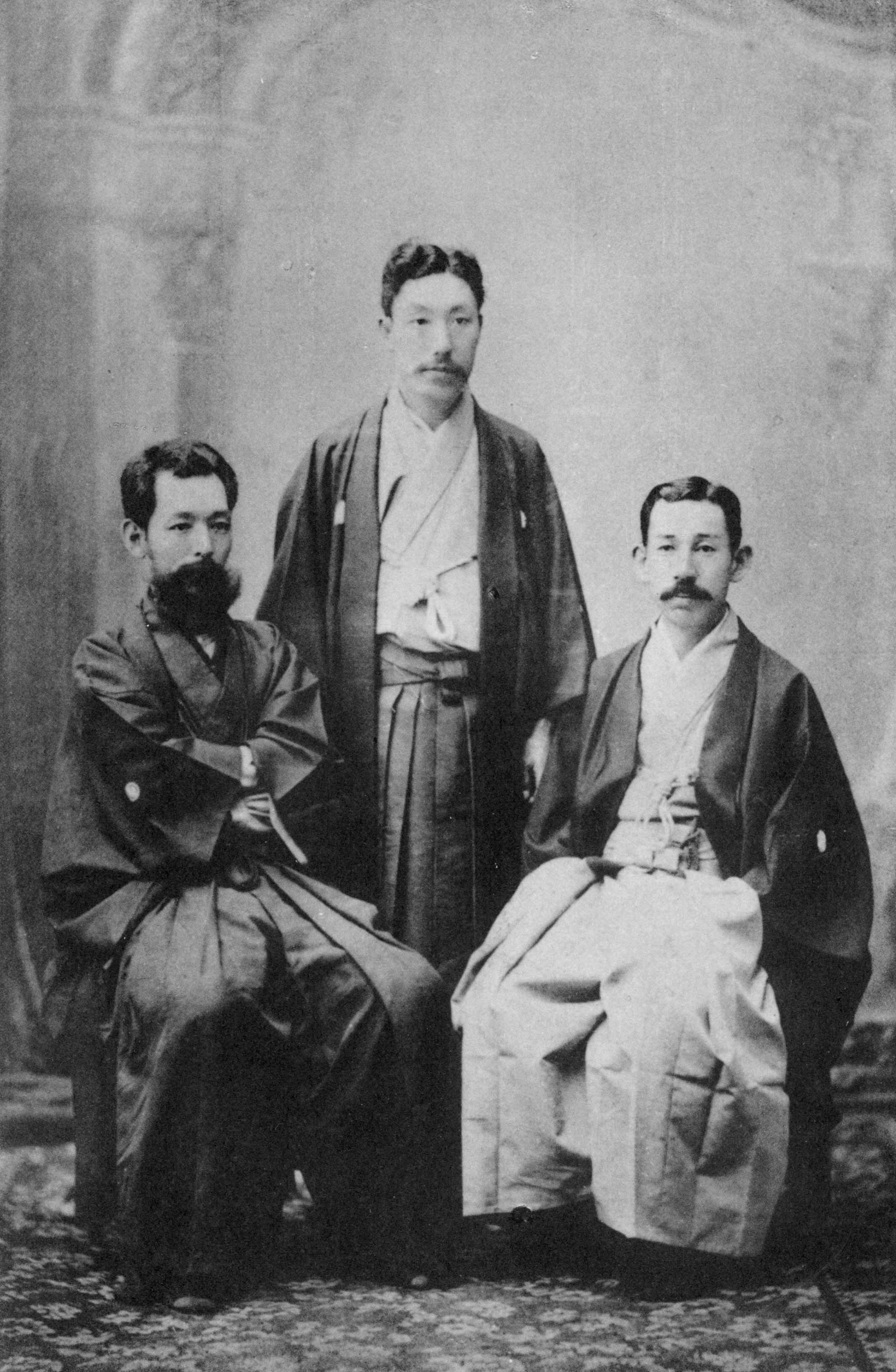
Die Verfasser des japanischen ZGB: Masaakira Tomii, Kenjiro Ume, Nobushige Hozumi.

Japan war bereits in der Tokugawa-Zeit mit westlichem Recht, vor allem in Form völkerrechtlicher Verträge, in Kontakt gekommen. Die Lösung dieser ungleichen Verträge bedingte zunächst die Kenntnis der Rechtssysteme, die jenen als Grundlage dienten. Eine weitere Motivation für die Rezeption westlichen Rechts war der Aufbau einer modernen Staatsverwaltung, die Beamte und Richter benötigte. Einige junge Japaner hatten bereits in den Niederlanden Recht studiert und bemühten sich um die Verbreitung des westlichen Rechtsdenkens. Die japanische Regierung beschloss deshalb 1870 im Justizministerium eine Stelle für die Juristenausbildung zu schaffen. Man lud hierzu vor allem französische Rechtslehrer – der bekannteste von ihnen war Gustave Boissonade – ein. Das englische common law wurde demgegenüber an der Tokyo-Kaisei-Schule (heute Universität Tokyo) gelehrt. Ein bedeutender Schritt Japans auf dem Weg hin zu einem modernen Rechtssystem war die Gründung des japanischen Reichsgerichts (Daishin’in) 1875. Die japanische Regierung gab diesem als Vorgabe:

„In zivilrechtlichen Sachen entscheiden sie nach den Gesetzen, wenn es keine Gesetze gibt, nach der Gewohnheit, und wenn es keine Gewohnheit gibt, nach jōri.“

Ein erster gescheiterter Versuch der Kodifikation bestand in einer Übersetzung des französischen Code civil. Im Bereich des Strafrechts erarbeitete Boissonade ein Strafgesetzbuch und eine Strafprozessordnung, nach französischem Vorbild. Die Kodifikation des Zivilrechts folgte, wobei Boissonade das Vermögensrecht selbst übernahm und das Familien- und Erbrecht japanischen Schülern überließ. Das Ergebnis dieser Arbeiten war nach dem (französischen) Institutionensystem gegliedert und übernahm neuere Entwicklungen der französischen Wissenschaft und Rechtsprechung, sowie der Rechtsvergleichung. Es wurde 1890 vorgestellt und sollte 1893 in Kraft treten. Gegen dieses erste ZGB entflammte jedoch heftiger Widerstand vonseiten der common law-Schule. Der Streit politisierte sich bald: Progressive unterstützten die französische Schule, Konservative die englische mit dem Argument, die neue Kodifikation sei eine Kopie des Code civil und nehme auf die japanische Tradition nicht ausreichend Rücksicht. Infolge der politischen Kräfteverhältnisse beschloss das Parlament 1892 das ZGB vorläufig nicht in Kraft zu setzen.
Die japanische Regierung entschloss sich daraufhin zu einem zweiten Versuch und beauftragte Nobushige Hozumi, Masaakira Tomii und Kenjiro Ume mit einer zweiten Kodifikation des Zivilrechts, die die japanische Tradition und die Erkenntnisse der Rechtsvergleichung besser berücksichtigen sollte. Dieser zweite Versuch nach dem Pandektensystem war von Erfolg gekrönt: 1896 traten der allgemeine Teil, Schuld- und Sachenrecht, 1898 das Familien- und Erbrecht in Kraft. Dieses bis heute gültige ZGB übernahm zwar viele Lösungen des alten ZGB, ordnete sie jedoch nach den Strukturprinzipien des deutschen BGB. Im Erb- und Familienrecht wurden vor allem traditionelle japanische Institute wie Hausherr und die Hausherrenerbfolge übernommen.
Der zunehmende Einfluss des deutschen Rechts zeigte sich auch in zahlreichen anderen Kodifikation der Zeit zwischen 1890 und 1930: Die Meiji-Verfassung lehnt sich stark an die damalige preußische Verfassung an, das Handelsgesetzbuch von 1899 und das Gerichtsverfassungsgesetz von 1890 sind in weiten Teilen auf das deutsche Handelsgesetzbuch beziehungsweise das deutsche Gerichtsverfassungsgesetz zurückzuführen. Die Zivilprozessordnung beruht auf einem Entwurf Hermann Techows. Die Rezeption des deutschen Rechts vollzog sich vor allem aber auch über eine „Theorienrezeption“. Ungeachtet der Gesetzestexte führte die japanische Rechtswissenschaft oft contra legem theoretische Produkte der deutschen Rechtswissenschaft ein: „[Man] kann […] zwar nicht sagen, das japanische ZGB sei eine Kopie des BGB; die japanische Zivilrechtswissenschaft stellt jedoch eine Kopie der deutschen Zivilrechtswissenschaft dar.“

## Taishō-Zeit (1912–1926)
Der Erste Weltkrieg verminderte den Einfluss des deutschen Rechts. Statt nach Deutschland reisten japanische Rechtswissenschaftler nun in die Vereinigten Staaten, nach England und Frankreich. Besonders unter der Kritik Izutaro Suehiros an der dogmatischen Begriffsjurisprudenz wandte man sich stärker dem case law und dem Freirecht François Génys zu. Suehiro gründete deshalb nach seiner Rückkehr aus den USA und Frankreich 1921 eine Arbeitsgruppe mit dem Ziel das Lebendige Recht Japans zu finden. Weiteren Einfluss übte die Rechtssoziologie Ehrlichs und Webers aus. In der zweiten Hälfte der Taisho-Zeit liegt auch der Beginn der Sozialgesetzgebung in Japan.

## Shōwa-Zeit (1926–1989)
Die japanische Niederlage im Zweiten Weltkrieg brachte auch tiefgreifende Einflüsse auf die Rechtsordnung mit sich. Schon vor dem Erlass der Verfassung von 1946 erging eine Ackerbodenreform, die fast alle Pächter zu freien Bauern machte, Gewerkschaften wurden formell anerkannt, 1947 folgten Arbeitsschutzgesetze. Nach Erlass der Verfassung folgten Reformen des Handels-, Wirtschafts- und Strafprozessrechts (z. B. die Einführung von Schwurgerichten). All diese Reformen fanden während der Zeit amerikanischer Besatzung statt, entsprechend übte das US-amerikanische Recht enormen Einfluss aus. Vermutungen, Japan würde dadurch langfristig aus dem kontinentaleuropäischen Rechtskreis ausbrechen, sind bislang jedoch nicht Realität geworden; der Einfluss der deutschen Zivilrechtswissenschaft – namentlich Karl Larenz', Josef Essers und Ernst von Caemmerers – ist nach wie vor, neben US-amerikanischen Einsprengseln wie der Rechtssoziologie („law in action“), Fallexegese und Rechtsvergleichung, groß.